# Vitus Eicher
Vitus Eicher (Erding, Baviera, Alemania, 5 de noviembre de 1990) es un futbolista alemán que se desempeña como guardameta en el 1. F. C. Heidenheim 1846 de la 2. Bundesliga.

## Trayectoria
Eicher realizó las divisiones juveniles en el FC Langengeisling hasta la edad de 10 años, cuando pasó a integrar las filas del 1860 Múnich. Posteriormente, participó en las categorías sub-17 y sub-19 del cuadro muniqués. En esta última, disputó las temporadas 2007-08 y 2008-09 de la Bundesliga sub-19 Sur/Suroeste, atajando en 25 partidos.
Debutó de manera profesional con el equipo de reserva el 15 de agosto de 2009, en un encuentro válido por la 2.ª fecha de la temporada 2009-10 de la Regionalliga Süd ante Aalen, cayendo por 2-0. Durante tres campeonatos consecutivos, fue titular frecuente del equipo, llegando a disputar 64 partidos, concediendo 94 goles y completando 15 vallas invictas. En la temporada 2011-12, llegó a portar la cinta de capitán en cuatro ocasiones.
El 29 de abril de 2012, hizo su estreno en el primer equipo del 1860 Múnich, enfrentando en la penúltima fecha de la 2. Bundesliga como visitante a Eintracht Fráncfort, que ya había coronado su ascenso a la primera división una jornada antes. Eicher acabó el partido sin recibir goles, y con una victoria de su equipo por 2-0, ante un rival que no había sido derrotado como local en toda la temporada.
Eicher siguió compitiendo como titular para el equipo reserva por varias temporadas, y llegó a ser convocado en numerables oportunidades como suplente del primer equipo, aunque no volvió a tener minutos. El 23 de abril de 2013, en un partido aplazado por la jornada 20 del campeonato 2012-13 de la Regionalliga Bayern ante Buchbach, convirtió un gol a casi 80 metros de distancia, al recibir en soledad en su propio campo una pelota que había rebotado tras un tiro libre a favor de su equipo. El encuentro finalizó con un triunfo de 1860 Múnich II por 3-1. Ese mismo año, el equipo se quedó con el primer puesto de la Regionalliga Bayern, pero no logró subir a la 3. Liga tras perder el play-off por el ascenso ante Elversberg —derrota 3-2 en la ida y empate 1-1 en la vuelta—, siendo Eicher titular en ambas contiendas.
En la segunda mitad de la temporada 2014-15, Eicher pasó a ser primer portero de 1860 Múnich con la llegada de Torsten Fröhling como entrenador. El equipo se encontraba comprometido con el puntaje y en zona de descenso a la 3. Liga. Eicher disputó los 13 partidos de liga restantes y el club logró mantener la categoría al vencer a Holstein Kiel en la promoción de ascenso y descenso. Eicher mantuvo con frecuencia la titularidad hasta la fecha 19 de la 2. Bundesliga 2015-16. Su último partido lo disputó el 15 de mayo de 2016 ante FSV Fráncfort, por la última fecha del mencionado certamen, cayendo 2-1.
El inicio de la temporada 2016-17 supuso el fin de Eicher en el primer equipo de 1860 Múnich, tras la llegada de Jan Zimmermann y la promoción del juvenil Maximilian Engl. Apenas llegó a disputar cuatro partidos en el equipo de reserva —que aún jugaba la Regionalliga Bayern— antes de ser transferido, en enero de 2017, al Heidenheim 1846, que también militaba en la 2. Bundesliga.
Se ha mantenido como portero suplente en Heidenheim 1846 desde entonces, por detrás de Kevin Müller, y ha tenido minutos de juego en escasas ocasiones.

## Estadísticas

### Clubes
| Club            | País     | Año         |
| --------------- | -------- | ----------- |
| 1860 Múnich II  | Alemania | 2009 - 2016 |
| 1860 Múnich     | Alemania | 2011 - 2016 |
| Heidenheim 1846 | Alemania | 2017 -      |

| 1860 Múnich II · Alemania | 4.ª                 | 2009-10             | 12  | −13       | — | — | — | — | 12  | −13       |
| 1860 Múnich II · Alemania | 4.ª                 | 2010-11             | 20  | −34       | — | — | — | — | 20  | −34       |
| 1860 Múnich II · Alemania | 4.ª                 | 2011-12             | 32  | −47       | — | — | — | — | 32  | −47       |
| 1860 Múnich II · Alemania | 4.ª                 | 2012-13             | 32  | +1 / −33  | — | — | — | — | 32  | +1 / −33  |
| 1860 Múnich II · Alemania | 4.ª                 | 2013-14             | 10  | −12       | — | — | — | — | 10  | −12       |
| 1860 Múnich II · Alemania | 4.ª                 | 2014-15             | 8   | −10       | — | — | — | — | 8   | −10       |
| 1860 Múnich II · Alemania | 4.ª                 | 2015-16             | 0   | 0         | — | — | — | — | 0   | 0         |
| 1860 Múnich II · Alemania | 4.ª                 | 2016-17             | 4   | −6        | — | — | — | — | 4   | −6        |
| 1860 Múnich II · Alemania | Total               | Total               | 118 | +1 / −155 | 0 | 0 | 0 | 0 | 118 | +1 / −155 |
| 1860 Múnich · Alemania | 2.ª                 | 2011-12             | 1   | 0         | — | — | — | — | 1   | 0         |
| 1860 Múnich · Alemania | 2.ª                 | 2012-13             | 0   | 0         | — | — | — | — | 0   | 0         |
| 1860 Múnich · Alemania | 2.ª                 | 2013-14             | 0   | 0         | — | — | — | — | 0   | 0         |
| 1860 Múnich · Alemania | 2.ª                 | 2014-15             | 15  | −17       | 0 | 0 | — | — | 15  | −17       |
| 1860 Múnich · Alemania | 2.ª                 | 2015-16             | 19  | −27       | 0 | 0 | — | — | 19  | −27       |
| 1860 Múnich · Alemania | Total               | Total               | 35  | −44       | 0 | 0 | 0 | 0 | 35  | −44       |
| Heidenheim 1846 · Alemania | 2.ª                 | 2016-17             | 0   | 0         | — | — | — | — | 0   | 0         |
| Heidenheim 1846 · Alemania | 2.ª                 | 2017-18             | 3   | −5        | 0 | 0 | — | — | 3   | −5        |
| Heidenheim 1846 · Alemania | 2.ª                 | 2018-19             | 1   | 0         | 0 | 0 | — | — | 1   | 0         |
| Heidenheim 1846 · Alemania | 2.ª                 | 2019-20             | 1   | −1        | 0 | 0 | — | — | 1   | −1        |
| Heidenheim 1846 · Alemania | Total               | Total               | 5   | −6        | 0 | 0 | 0 | 0 | 5   | −6        |
| Total en su carrera | Total en su carrera | Total en su carrera | 158 | +1 / −205 | 0 | 0 | 0 | 0 | 158 | +1 / −205 |
| (1) Incluye datos de la Copa de Alemania. (2) Incluye datos de la Liga de Campeones y la Liga Europa. (3) No incluye goles en partidos amistosos. |                     |                     |     |           |   |   |   |   |     |           |